# Équipe de Bahreïn masculine de handball
Maillots
Dernière mise à jour : 26 janvier 2023.
L'équipe de Bahreïn masculin de handball représente la fédération de Bahreïn de handball lors des compétitions internationales, notamment aux championnats du monde et aux Championnats d'Asie.
Vainqueur surprise du Tournoi asiatique de qualification olympique, Bahreïn se qualifie pour la première fois pour les Jeux olympiques de Tokyo en 2020.

## Palmarès
| Jeux olympiques - 1972 à 2016 : non qualifiée - 2020 : 8e place Championnats du monde - de 1938 à 2009 : Non qualifiée - 2011 : 23e place avec 2 victoires pour leur première participation. - 2013 : Non qualifiée - 2015 : Qualifiée mais forfait - 2017 : 23e place - 2019 : 20e place - 2021 : 21e place - 2023 : 16e place Jeux asiatiques - 1982 : 7e place - 2002 : 6e place - 2006 : 7e place - 2010 : 6e place - 2014 : 3e place - 2018 : Vice-champion | Championnats d'Asie - 1977 : 6e place - 1983 : 4e place - 1987 : 5e place - 1991 : 5e place - 1993 : 6e place - 1995 : 3e place - 2002 : 7e place - 2004 : 4e place - 2006 : 6e place - 2008 : 10e place - 2010 : Vice-champion - 2012 : 10e place - 2014 : Vice-champion - 2016 : Vice-champion - 2018 : Vice-champion - 2020 : 4e place - 2022 : Vice-champion |

## Effectif actuel
Les 18 joueurs sélectionnés pour disputer le Mondial 2023 sont :

## Confrontations contre la France
La liste complète des confrontations France-Bahreïn est :
| Date            | Lieu         | Match            | Score   | Compétition                                     | Référence |
| --------------- | ------------ | ---------------- | ------- | ----------------------------------------------- | --------- |
| 17 janvier 2011 | Lund, Suède  | France - Bahreïn | 41 – 17 | Championnat du monde 2011 (1er tour - Groupe A) | [ 1 ]     |
| 3 août 2021     | Tokyo, Japon | France- Bahreïn  | 42 – 28 | Jeux olympiques 2021 (quart de finale)          | [ 2 ]     |